# Бирсуат (район Биржан сал)
Бирсуат (каз. Бірсуат) — село в районе Биржан сал Акмолинской области Казахстана. Административный центр Бирсуатского сельского округа. Код КАТО — 114533100.

## География
Село расположено возле озера, в центральной части района, на расстоянии примерно 18 километров (по прямой) к юго-востоку от административного центра района — города Степняк.
Абсолютная высота — 320 метров над уровнем моря.
Климат холодно-умеренный, с хорошей влажностью. Среднегодовая температура воздуха отрицательная и составляет около -4,1°С. Среднемесячная температура воздуха в июле достигает +20,1°С. Среднемесячная температура января составляет около -13,8°С. Среднегодовое количество осадков составляет около 420 мм. Основная часть осадков выпадает в период с июня по июль.
Ближайшие населённые пункты: село Сауле — на западе, село Мамай — на востоке, город Степняк — на северо-западе.

## Население
В 1989 году население села составляло 1428 человек (из них казахи — 34 %, немцы — 31 %).
В 1999 году население села составляло 961 человек (472 мужчины и 489 женщин). По данным переписи 2009 года, в селе проживало 480 человек (236 мужчин и 244 женщины).
| Численность населения | Численность населения | Численность населения |
| 1989                  | 1999                  | 2009                  |
| --------------------- | --------------------- | --------------------- |
| 1428                  | ↘961                  | ↘480                  |

## Улицы[7]
- ул. Абылай хана
- ул. Акан сери
- ул. Биржан сал
- ул. Сатан Нурмаганов
- ул. Шокан Уалиханов